# Diamonds (песня Рианны)
«Diamonds» — песня, записанная барбадосской певицей Рианной для её седьмого студийного альбома Unapologetic (2012). Авторами песни являются Сия Фёрлер, Бенжамин «Бенни Бланко» Левин, Миккель С. Эриксен и Тор Эрик Германсен. Продюсерами песни стали Бланко, а также Эриксен и Германсен в качестве продюсерской фирмы StarGate. Премьера «Diamonds» состоялась 26 сентября 2012 года во время передачи Elvis Duran and the Morning Show. Она была выпущена в интернете на следующий день в качестве главного сингла с альбома Unapologetic. Def Jam Recordings отправил песню на основные радиостанции США 2 октября. В музыкальном плане «Diamonds» представляет собой поп-балладу умеренного темпа с элементами электронной музыки и соул. Песня гласит о расставании, также она прослеживается в других предыдущих песнях певицы.
Критики разделились во мнениях по поводу «Diamonds»; некоторые восхищались разными музыкальными направлениями Рианны, однако, другие критиковали её творчество. Сингл достиг первого места в чартах 6 стран, включая Россию, Австрию, Канаду, Францию, Германию и Великобританию и ещё он попал в топ-10 других 3 стран. Песня также попала в американский Billboard Hot 100 и стал для Рианны двенадцатым чарттоппером, что позволило ей догнать Мадонну и The Supremes. Вдобавок, «Diamonds» стал первым хитом в американских Hot Dance Club Songs и Hot R&B/Hip-Hop Songs чартах и вторым в американском Pop Songs чарте. Среди всех других чартов, в России композиция пробыла 16 недель на 1 месте в чарте Tophit, что является рекордом для данного чарта.
Клип на песню был снят Энтони Мандлером, режиссёром, с которым Рианна постоянно работала. Он показывает Рианну в четырёх сценах, которые представляют собой четыре элемента: земля, воздух, вода и огонь. В нём показаны сцены с певицей, к примеру, где она лежит одна в чистой воде, изо всех сил бежит от машины на безлюдном шоссе, в пустыне с дикими мустангами и присутствует на уличной драке. Видео получило положительные оценки от критиков, они похвалили хорошо подобранные образы. Обозреватели также заметили, что на протяжении всего видео появляется сцена, в которой рука Рианны переплетается с мужской рукой, покрытой татуировками и имеющей сходство с рукой Криса Брауна. Певица исполняла «Diamonds» в живой акустике на обеих сторонах Атлантики, а также на передачах Saturday Night Live и Victoria's Secret Fashion Show в США и в девятом выпуске The X Factor в Англии. Официальный ремикс на «Diamonds» при участии Канье Уэста был выпущен 16 ноября 2012 года.

## Концепция создания

### Написание и выпуск
Американский писатель и музыкальный продюсер Бенжамин «Бенни Бланко» Левин встретился с норвежским продюсерским дуэтом StarGate в 2012 в студии Нью-Йорка, чтобы создать новый материал, включая песню для Рианны. StarGate прежде работал с Рианной и продюсировал несколько её песен, включая «Don't Stop the Music» (Good Girl Gone Bad, 2007) и «Only Girl (In the World)» (Loud, 2010). Согласно Бланко, однажды они пришли в студию с мыслью создать что-то, что «Канье [Уэст] мог бы переложить на рэп» и это не было бы в «стиле Рианны». В дальнейшем он уточнил: «Мы вообще не думали о Рианне. Так получилось что то, что не предназначалось для Рианны, стало песней Рианны… Но это постоянно случается со мной, когда я начинаю думать „Эй, ты должен сделать это прямо сейчас, мы должны сделать первый сингл прямо сейчас“». Они сделали первую запись, придерживаясь ритма.
Миккель С. Эриксен из StarGate в интервью с The New York Times объяснил, как во время процесса создания песни Бланко взял отрывок из песни Эриксена, добавил электронного звучания и сделал её более «резкой». Потом он применил аудиопрограмму, чтобы извлечь тембр для создания мистического фона. Эриксен в дальнейшем более подробно рассказал о музыкальном стиле Бланко: «Его техника что-то из ряда вон выходящее, так как он почти никогда не играет на клавишных, но он вставил спиритические элементы и изменил их в правильном направлении, которые сочетаются с песней». Австралийская певица Сиэ Фёрлер позже присоединилась к ним и написала слова к песни «Diamonds». После того, как песня была написана, они хотели, чтобы Рианна её исполнила, однако, Бланко не был уверен в том, что ей понравится песня из-за медленного темпа. После того, как StarGate сыграл её Рианне, они позвонили Бланко из Лондона, чтобы сообщить ему, что она оценила песню, сказав: «Она в бешеном восторге. Она спела её семь раз подряд. Это её любимая песня». Впоследствии он рассказал, что им пришлось заканчивать микширование и создание песни с голосом Рианны буквально за несколько дней до её выхода, что, говоря его словами, было «замечательно и удивительно».

### Выпуск и оформление обложки
«Я думаю, что большинство людей боятся быть счастливыми из-за того, что обеспокоены тем, что подумают о них другие… Они боятся принять это, и принять самих себя, и любить самих себя, и делать то, что они любят, и делать то, что сделает их счастливыми.»
Рианна начала работать над созданием её седьмого альбома в марте 2012 года. 12 сентября 2012 года Def Jam France объявил через Twitter, что Рианна выпустит новый сингл на следующей неделе в то время, как её седьмой альбом должен был выйти в ноябре 2012 года. Однако, твит был вскоре удалён и заменён на более уточняющий: «Более подробная информация появится на следующий день, в четверг, 13 сентября». Сразу после её выступления на музыкальном фестивале iHeartRadio в сентябре 2012 года Рианна призналась, что её сингл «Diamonds» будет выпущен в том же месяце. Она сказала, что трек «не столько весёлый и хипповый, сколько танцевальный», добавив: «Он спокойный, но воодушевляющий. Это та запись, которая… вызывает во мне такие великолепные эмоции, когда я слушаю её. Слова очень приободряющие и позитивные, но они о любви».
Обложка для песни была выпущена 24 сентября 2012 года. На ней Рианна заворачивает бриллианты, как будто это косяк. 26 сентября 2012 года Рианна выложила целиком слова песни в PDF формате на её официальном сайте Rihanna7.com. Впервые «Diamonds» была исполнена в тот же день на передаче Elvis Duran and the Morning Show, а выпущена на следующий день. В Британии, она была выпущена в интернете 30 сентября на iTunes Store. Def Jam Recordings договорился, чтобы песня звучала на всех современных популярных радиостанциях в США 2 октября. 5 ноября она была выпущена в Германии на CD; помимо самой песни на ней также ремикс Бимбо Джонса. 18 декабря было выпущено 8 ремиксов песни в интернете.

## Композиция
«Diamonds» — это баллада с умеренным темпом, в жанре электронной музыки, соул и поп, и длиною 3 минуты 45 секунд. В ней присутствуют барабаны, усиленная синтезаторная музыка, низкие басы, оркестровое звучание и электронные ритмы в аккомпанементе с вокалом Рианны. В музыкальном плане, согласно EMI Music Publishing, «Diamonds» написана в си миноре и написана в двухдольном размере, в умеренно медленном ритме. Вокал Рианны варьируется от низкой ноты F3 до самой высокой ноты F5. Обозреватель Rolling Stone написал, что «трек в основном не похож на стиль Рианны тем, что поп-звезда сделала приёмы путём наложения голоса». Тема песни отличается от предыдущих её тем о нездоровых отношениях и заключает в себе концепцию любви.
Первый куплет раскрывает смысл песни: «Найди свет в красивом море / Я выбрала быть счастливой / Ты и я, ты и я / Мы как бриллианты в небе». Название — это символ, раскрывающийся в хуке «Так давай светить ярко, сегодня ночью, ты и я / Мы красивы как бриллианты на небе / Глаза в глаза, полны жизни». Согласно Glenn Yoder из The Boston Globe, такими словами как «Я выбрала быть счастливой» и «Мы как бриллианты на небе», сингл раскрывает новую сторону певицы, которая публика зачастую не видит. Джеймс Монтгомери из MTV News прокомментировал, что она улавливает приятные эмоции и удовлетворена настоящими отношениями, это можно проследить в строчках «Когда ты держишь меня, я оживаю» и осознаёт «Я знала, что мы станем единым целым». Линдси ДиМаттина из Hollywood.com сделала заключение, что якобы Рианна всем рассказывает о своём любовнике, когда она поёт такие строчки: «Когда ты держишь меня, я оживаю» и «С первого взгляда я почувствовала тепло от солнечных лучей / Я увидела жизнь в твоих глазах». Herald Sun заметил, что слова большей частью были взяты из личной жизни Рианны. Песня, как и ряд других известных композиций 2012—2013 года, содержит упоминание о получившем популярность в это время наркотике — порошке MDMA под названием молли: «Palms rise to the universe/ As we moonshine and molly/ Feel the warmth, we’ll never die/ We’re like diamonds in the sky».

## Участие в чартах

### Европа и Океания
«Diamonds» впервые появилась в чарте Ирландии 27 сентября 2012 года, где дебютировала на 17 строчке. Потом она поднялась до второй позиции. Сингл дебютировал на первой строчке в Англии со 105 000 продажами, это стал для Рианны седьмой сингл, вставший на первую строчку в этой стране. После девяти недель в чарте «Diamonds» поднялся с десятой строчки на третью, после того, как Рианна исполнила песню на The X Factor на предыдущей неделе. 7 октября 2012 она вошла в UK R&B Chart первой строчкой. Песня оставалась на верхушке чарта 3 недели подряд, пока его место не занял сингл Labrinth и Эмели Санде «Beneath Your Beautiful». Начиная с декабря 2012, «Diamonds» был распродан 672 000 копиями в Великобритании, став одиннадцатым самым продаваемым синглом в том году в стране.
Песня дебютировала первой строчкой во Франции, став для Рианны четвёртым чарттопером в стране. Она оставалась наверху три недели подряд. «Diamonds» достигала первой строчки в Германии десять недель подряд, став для Рианны пятым чарттопером в стране. Она даже превзошла «Umbrella» (2007) тем, что дольше всего продержалась в чарте на первом месте за всю её карьеру. В результате этого, она попала на седьмую строчку в список самых лучших песен в 2012 году в Германии. Она стала платиновой с продажами в 300 000 копий в одной стране. Вдобавок, песня держалась на первой строчке в Норвегии 11 недель подряд, в Чехии 8 недель, в Дании 6 недель, в Швейцарии 5 недель, в Австрии неполных 4 недели, в Финляндии 3 недели и в Шотландии 1 неделю.
«Diamonds» вошла New Zealand Singles Chart пятой строчкой 8 октября 2012 года, став для Рианны её двадцать третьим синглом, попавшим в топ-5 в стране. После восьми недель в топ-10 чарта, песня поднялась с пятой строчки на вторую. «Diamonds» была сертифицирована дважды платиновой в Recording Industry Association of New Zealand, с продажами в 30 000 копий. «Diamonds» дебютировала восьмой строчкой в Australian Singles Chart 14 октября 2012, став вторым самым высоким дебютом за неделю. Она оставалась на позиции две последующие недели, пока не подскочила до шестой строчки 4 ноября 2012 года. Песня была сертифицирована трижды платиновой в Australian Recording Industry Association, с продажами в 210 000 копий.

### Северная Америка

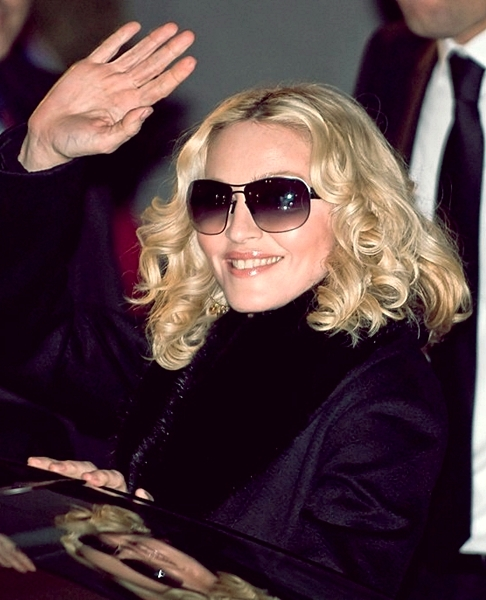
«Diamonds» стала для Рианны двенадцатым чарттопером в американском Billboard Hot 100, что позволило ей встать наравне с Мадонной (на фото) и The Supremes в числе артистов с самыми хитовыми песнями в истории чарта.

В США «Diamonds» дебютировал на 16 строчке в Billboard Hot 100 с продажами в 133,000 копий. На четвёртой неделе пребывания «Diamonds» поднялась на восьмую строчку, став для Рианны двадцать третьим синглом, попавшим в топ-10. Он вошёл в топ-5 на пятой неделе и поднялся на четвёртую позицию на шестой неделе. К концу недели, 1 декабря 2012, «Diamonds» стала двенадцатым чарттопером, на девятой неделе её место заняла «One More Night» (2012) группы Maroon 5. Таким образом, Рианна стала наравне с Мадонной и The Supremes в числе артистов с самыми хитовыми песнями в истории чарта. Рианна достигала верхушек чартов за короткое время в течение 6 лет и 7 месяцев, но уступила Марайе Кэри, которая держалась 7 лет, 1 месяц и 2 недели. Среди всего прочего только The Beatles (2 года, 4 месяца и 3 недели) и The Supremes (5 лет, 4 месяца) достигали рубежа быстрее. Песня провела две недели подряд на верхушке Hot 100, в то время как её альбом Unapologetic достиг верхушки Billboard 200. В результате, Рианна стала второй в списке певицей в 2012, которая возвысилась в двух основных чартах Billboard одновременно, на первом месте была певица-песенница Adele. Песня продержалась три недели подряд на верхушке чарта вплоть до 15 декабря 2012.
В чарте Radio Songs песня «Diamonds» дебютировала на 28 позиции. На четвёртой неделе «Diamonds» поднялась до 10, став девятнадцатой песней Рианны, попавшей в топ-10, победив рекорд Лила Уэйна, заняв второе место в списке за всю 22-летнюю историю; только Марайя Кэри (23) стоит выше. К концу недели, 1 декабря 2012, песня поднялась с четвёртой на вторую строчку чарта со 115 миллионами продаж. К 15 декабря песня достигла первой строчки, став десятым чарттопером Рианны, сама Рианна заняла второе место среди певиц с самым большим количеством чарттоперов, уступив только Марайе Кэрри (11). В чарте Pop Songs «Diamonds» дебютировала на 29 позиции, предоставив Рианне преимущество в качестве певицы с самым большим количеством появлений в чарте. 10 ноября 2012 она поднялась с 12 позиции до 9, став двадцать третьим синглом, попавшим в топ-10, сверх того это сделало её певицей с самым большим количеством таких входов в чарт.
11 октября 2012 Billboard представил новую методику для составления чарта Hot R&B/Hip-Hop Songs, по-иному распределив загрузки из Интернета и поток данных, упорядочив в классификацию из 50 позиций, вместе с радиоэфирами, сканируемыми Nielsen BDS. Согласно этому, «Diamonds» подскочил с 66 позиции до первой, таким образом это стал второй сингл Рианны, достигший первой строчки. Он держался на верхушке чарта 14 недель подряд. «Diamonds» также встал на первую строчку чарта R&B Songs. «Diamonds» достиг верхушки Hot Dance Club Songs, став девятнадцатым чарттопером Рианны, что позволило ей встать наравне с Джанет Джексон, заняв второе место в списке за всю 36-летнюю историю в чарте. Только Мадонна стоит выше (43). В Канаде песня дебютировала девятой строчкой в Canadian Hot 100 13 октября 2012. Песня достигла первой позиции 24 ноября 2012, став для Рианны шестым синглом, достигшим верхушки в чарте. Он оставался на верхушке чарта 4 недели подряд.

## Клип

### История создания
«У каждой  песни своя история, таким образом, клип очень характерен для этой истории и этого мира. С «Diamonds» это была всего лишь серия сцен, которые были соединены вместе, чтобы помочь прочувствовать эмоциональность в песне потому, что она меняет понимание, и это единственный способ добиться такого эффекта.»
Рианна начала снимать клип на «Diamonds» 21 октября 2012 в Лос-Анджелесе, Калифорния. Её режиссёром стал Энтони Мандлером, с которым она прежде работала над клипами «Russian Roulette» (2009) и «Man Down» (2011). Фотографии со съёмки были слиты в интернет на следующий день; на них Рианна одета в чёрно-белое платье и стоит перед пламенем, взгляд устремлён в камеру. Этан Сэкс из New York Daily News написал, что «Рианна выглядела как драгоценный камень на съёмках клипа». В интервью с MTV News, Рианна объяснила смысл клипа с различными абстрактными сценами, сказав, что она хотела показать аудитории «эмоции, отражающие суть». Мандлер также рассказал о клипе и его теме: «В данном случае, я почувствовал, что я должен создать открытое пространство; посильнее намекнуть на вещи, понять суть, и не дать людям слишком привязаться… они должны почувствовать фантастические сцены, так, как будто ты только проснулся ото сна и понимаешь, что всё, что снилось, имеет иное значение, это было о чём-то другом». В дальнейшем он пояснил: «И вы можете увидеть, что я пытался донести в образах, взятых из личной жизни Рианны, и через что ей пришлось пройти. Где правда, где ложь? Вы знаете, „Тонет ли она, или получает удовольствие? Эти руки отдаляются друг от друга или воссоединяются?“ … мы пытались растолковать эти серьёзные вопросы, относящиеся к песне, её жизни и найти красоту в хаосе, и красоту в страданиях, а страдания в красоте». 7 ноября 2012 была выложена закадровая съёмка видео на официальном сайте MTV. В нём Рианна выходит из трейлера, одетая в леопардовый халат и идёт на съёмочную площадку. Параллельно сняты сцены с полицейскими, преследующими вооружённых людей. Также показаны сцены, где Рианна стоит в пустынной местности. Клип на «Diamonds» вышел в свет 8 ноября 2012 на MTV. Можно также увидеть клип онлайн на Rihanna.MTV.com. В интернете он был выпущен 14 ноября 2012 через iTunes Store.

### Описание клипа
Клип начинается с того, что Рианна лежит в кристальной воде, попеременно появляются другие сцены с бриллиантами, имитирующими наркотики — сцена, напоминающая фотографию с обложки. В дальнейшем Рианна бежит по шоссе. В чёрно-белой сцене певица закручивает косяк и начинает его курить. Изображение тускнеет, когда начинается видео. Рианна предстаёт в той же чёрно-белой сцене в чёрном корсете. Потом она лежит на кровати в комнате в то время, как всё вокруг бьётся, падают шторы и полыхает пожар в обратной съёмке. Затем Рианна снова показана на шоссе, бегущая от преследующей машины с ярко горящими фарами. Далее она останавливается и поднимает глаза в небо, всматриваясь в полярное сияние. В течение видео рука Рианны переплетается с рукой мужчины, покрытой татуировками, его лицо не показано в клипе. Когда начинается второй куплет, Рианна стоит в пустыне с дикими мустангами. Позже появляются сцены, где она присутствует на уличной драке, рядом горят машины и лопаются повсюду стёкла. В конце клипа видно, как руки певицы и её парня ускользают друг от друга в замедленной съёмке, и прикасаются только кончиками пальцев. Клип заканчивается сценой, где Рианна снова лежит на поверхности воды.

### Отзывы
После выхода клип получил положительные отзывы от критиков. Джеймс Монтгомери из MTV News заявил что клип на «Diamonds» «начинается с того, что [Рианна] делает грядки из драгоценных камней пальцами и заканчивается тем, что она плывёт по течению в море. Между тем, я вижу навевающие воспоминания картинки (гламурная чёрно-белая съёмка крупным планом, плотный клуб дыма, пейзажи гор, красивые жеребцы), всё это дух захватывает, когда смотришь». Он сравнил песню с клипом и добавил, что «В результате и то, и другое близко сердцу и открыто для всех». Согласно Джоселин Вена, также из MTV News, в видео полно «фантастических» и «сюрреалистических» кадров, где Рианна с грустным лицом показывается в «необычных событиях». Бруна Нессиф из E! Online сказала, что в видео «полно смешанных образов и историй — в любом случае, Рианна в нём загадочна и сексуальна». Эмми Скаррьетто из PopCrush написала, что Рианна выглядит «ранимой», далее заявив, «там есть и другой человек, видна только его рука покрытая татуировками, за которую она отчаянно пытается держаться. Он не показан, но очевидно можно предположить, что это Крис Браун». Обозреватель NME прокомментировал тему клипа: «Образы Рианны — это четыре стихии, которые соотносятся с четырьмя элементами земли, воздуха, воды и огня». Лиа Коллинс из The Vancouver Sun написал, что песня повлияла на идею клипа. В дальнейшем он заявил: «Такое чувство, что ты смотришь на множество фотографий Рианны из журналов». Билли Джонсон младший из Yahoo! Canada прокомментировал, что слова песни демонстрируют «торжество великой любви, которая ярко светит. Но видео едва ли описывает любовное приключение». Он продолжил: «Кажется, как будто [Рианна] в хаосе, напоминающем счастливые времена».
В сентябре 2022 года клип набрал в YouTube более 2 миллиарда просмотров.

## Выступления вживую

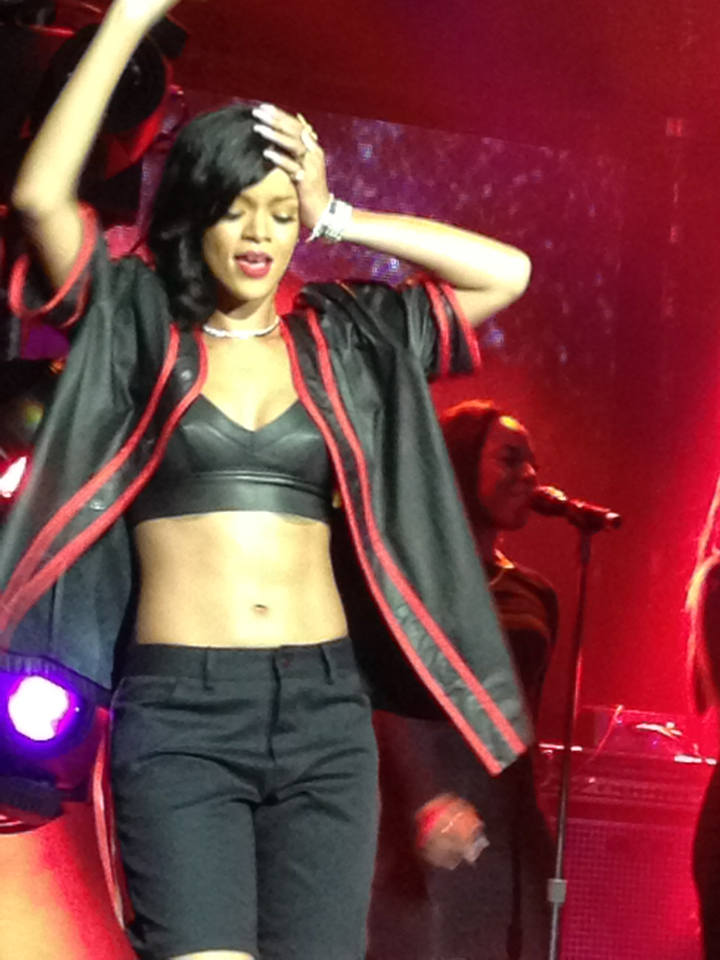
Рианна выступает во время 777 Tour в Мексике.

Рианна представила «Diamonds» в первый раз на Victoria's Secret Fashion Show 7 ноября 2012. На выступление она надела чёрное длинное платье с разрезом, чулки и ботильоны. Шоу вышло в эфир на CBS 4 декабря 2012. 10 ноября 2012 Рианна выступила с песней на Saturday Night Live. Сэм Лэнски из Idolator похвалил выступление, сказав, что у неё была «удивительная эмоциональность в голосе», однако, ему не понравились изображения на фоне. Он сказал, что они напоминают «скринсейвер из Windows 95». Джо Рейд из New York Magazine также одобрил её выступление, сказав, что это была «самая запоминающаяся часть шоу» и лучший сингл [Рианны] за последнее время, но ему больше понравился электронный фон; он сказал, что это «определённо что-то необычное», которое несомненно «очень радует глаз». Тесс Линч из Grantland.com была также впечатлена выступлением на Saturday Night Live, подтвердив, что у Рианны был «отличный вокал», и что фон был «впечатляющим… сумасшедшим зрелищем», которое оставило зрителям «потрясающие эмоции», также она согласилась со мнением Энн Хэтэуэй, что Рианна «богиня».
«Diamonds» была включена в сет-лист тура Рианны 777 Tour (2012). 25 ноября 2012 Рианна выступила с песней на 9 сезоне британского The X Factor. На выступлении певица была одета в чёрное платье и туфли на высокой платформе. Когда начался припев, началась литься вода в виде дождя недалеко от неё за сценой. Когда прозвучал финальный припев, вода начала литься прямо в центре сценической платформы, из-за этого певица сама попала под дождь. 8 декабря 2012 Рианна выступила с песней на Wetten, dass.? («Хочешь поспорить.?») в Германии. Она надела футуристические очки, белый топ и кожаные легинсы. Певица исполнила «Diamonds» в третьем сезоне финала американского телешоу The Voice; на выступление Рианна надела длинные металлические когти.

## Кавер-версии и ремиксы

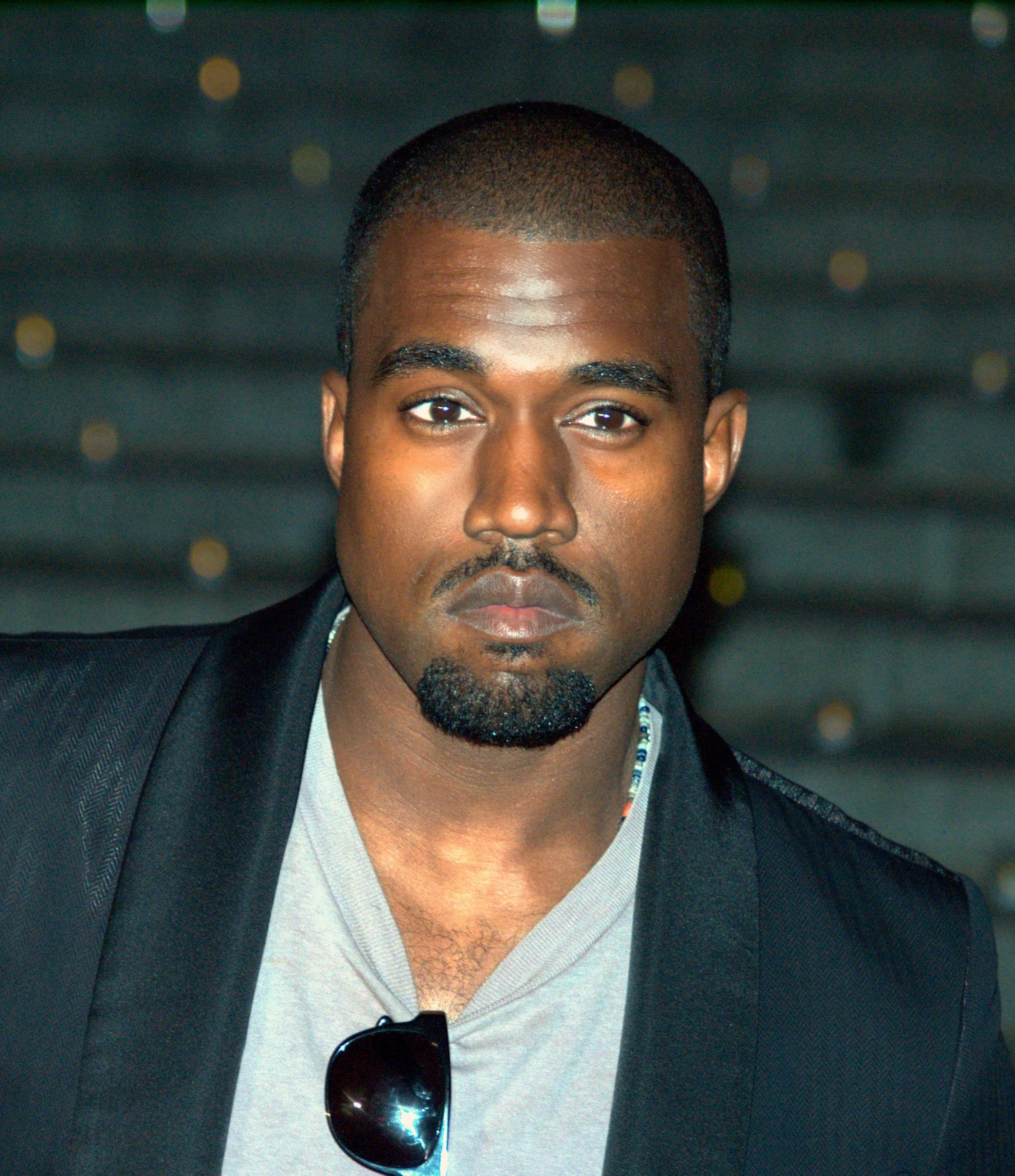
Рэпер Канье Уэст принял участие в записи официального ремикса на «Diamonds».

18 октября 2012 участник британского X Factor и автор-исполнитель Misha B записал мелодию на «Diamonds» без слов. Британский певец-исполнитель Taio Cruz выложил акустическую версию трека на YouTube, намеренно пропустив её через программу Auto-Tune. 15 ноября 2012 американская певица-исполнитель Зола Джизус записала кавер-версию «Diamonds». 27 ноября 2012 и 29 ноября 2012 the Jonas Brothers исполнили песню на первом и третьем концерте в Лос-Анджелесе в поддержку тура 2012/2013 World Tour. Один из участников по имени Diamond White исполнил «Diamonds» на одном из концертов второго сезона телешоу The US X Factor.
12 ноября 2012 знаменитый рэпер Flo Rida представил ремикс на песню через американский журнал Rap-Up. Он и прежде делал ремиксы на синглы Рианны: «We Found Love» и «Where Have You Been». 16 ноября 2012 официальный ремикс на «Diamonds» при участии Канье Уэста был выпущен через SoundCloud и iTunes Store в интернете. Джемс Монтгомери из MTV News проанализировал некоторые строчки, спетые Уэстом: «Мы — причина всех беспорядков / Ты слишком много болтаешь, что ты собираешься делать?». Другой писатель из MTV Rapfix прокомментировал, что Уэст добавил «несколько своих классических изюминок» в песню. Первый куплет с рэпом наступает в начале новой версии песни; он обращается к иллюминатам и Таю Зондэйю. Также он ссылается на тему из сериала The Fresh Prince of Bel-Air, декламируя, что он «сам себе Брэд Питт». Он подытожил: «Канье Уэст однозначно не чувствует ущерб в раскованности, так и его новый ремикс также привносит задор в небыстрый трек». 4 декабря 2012 новый ремикс при участии американской певицы Eve проскользнул в интернет. В новом ремиксе Ив читает рэпом следующие строчки: «Ты сияешь так красиво, несравненно / Послушай, ты должен знать / Как ты можешь изменить весь мой мир / Новая жизнь, новая любовь, я стала совершенно другой. Я всю жизнь тебя ждала, а теперь ты здесь». 24 января 2013 вышел новый ремикс при участии американского рэпера Питбулля. Также из кавер-версий была версия певицы Марии Мены.

## Форматы и список песен
| №                   | Название            | Версия              | Длительность |
| ------------------- | ------------------- | ------------------- | ------------ |
| 1.                  | «Diamonds»          | Альбомная версия    | 3:45         |
| Общая длительность: | Общая длительность: | Общая длительность: | 3:45         |

| №                   | Название            | Версия                      | Длительность |
| ------------------- | ------------------- | --------------------------- | ------------ |
| 1.                  | «Diamonds»          | Альбомная версия            | 3:45         |
| 2.                  | «Diamonds»          | The Bimbo Jones Vocal Remix | 6:16         |
| Общая длительность: | Общая длительность: | Общая длительность:         | 10:01        |

| №                   | Название            | Версия                         | Длительность |
| ------------------- | ------------------- | ------------------------------ | ------------ |
| 1.                  | «Diamonds»          | Ремикс при участии Канье Уэста | 4:48         |
| Общая длительность: | Общая длительность: | Общая длительность:            | 4:48         |

| №                   | Название            | Версия                      | Длительность |
| ------------------- | ------------------- | --------------------------- | ------------ |
| 1.                  | «Diamonds»          | Dave Aude 100 Edit          | 3:38         |
| 2.                  | «Diamonds»          | Gregor Salto Radio Edit     | 3:45         |
| 3.                  | «Diamonds»          | The Bimbo Jones Vocal Remix | 6:17         |
| 4.                  | «Diamonds»          | The Bimbo Jones Downtempo   | 3:14         |
| 5.                  | «Diamonds»          | The Bimbo Jones Vocal Edit  | 3:14         |
| 6.                  | «Diamonds»          | Congorock Remix Extended    | 5:54         |
| 7.                  | «Diamonds»          | Congorock Remix             | 5:08         |
| 8.                  | «Diamonds»          | Jacob Plant Dubstep Remix   | 3:58         |
| Общая длительность: | Общая длительность: | Общая длительность:         | 33:48        |

| №                   | Название            | Версия                                  | Длительность |
| ------------------- | ------------------- | --------------------------------------- | ------------ |
| 1.                  | «Diamonds»          | Capital Dogz Remix                      | 5:25         |
| 2.                  | «Diamonds»          | Tokee Remix                             | 3:24         |
| 3.                  | «Diamonds»          | Zweig Remix                             | 4:09         |
| 4.                  | «Diamonds»          | Pyrococcus feat. Tetsuroh Konishi Remix | 5:25         |
| Общая длительность: | Общая длительность: | Общая длительность:                     | 18:23        |

## Состав исполнителей
Запись и ремиксы
- Записана на Roc the Mic Studio, в Нью-Йорке, штат Нью-Йорк; Westlake Recording Studios, в Лос-Анджелесе, штат Калифорния; ремикс сделан на Ninja Club Studios, в Атланте.

Список создателей
| - Авторы песен — Сиэ Фёрлер, Бенжамин Левин, Миккель С. Эриксен, Тор Эрик Германсен - Продюсеры — Бенни Бланко, StarGate - Запись — Миккель С. Эриксен, Майлс Уокер - Ассистент звукозаписи — Эндрю «Муффман» Люфтман - Постановка пения — Кук Харелл | - Запись вокала — Кук Харелл, Маркос Товар - Ассистент инженера — Блейк Марес, Роберт Коэн - Микширование — Фил Тан - Ассистент записи — Даниэла Ривера - Инструментальный состав — Бенжамин Левин, Миккель С. Эриксен, Тор Эрик Германсен |

Список создателей взят из аннотаций к альбому Unapologetic, Def Jam Recordings, SRP.

## Чарты
| Чарты по итогам недели                | Чарты по итогам недели |
| Чарт (2012-13)                        | Наивысшая позиция      |
| ------------------------------------- | ---------------------- |
| Австралия (ARIA)                      | 6                      |
| Австрия (Ö3 Austria Top 40)           | 1                      |
| Бельгия/Фландрия (Ultratop 50)        | 3                      |
| Бельгия/Валлония (Ultratop 50)        | 3                      |
| Бразилия Billboard Brasil Hot 100     | 43                     |
| Канада (Billboard Canadian Hot 100)   | 1                      |
| Чехия (Rádio — Top 100)               | 1                      |
| Дания (Tracklisten)                   | 1                      |
| Финляндия (Suomen virallinen lista)   | 1                      |
| Франция (SNEP)                        | 1                      |
| Германия (Media Control Charts)       | 1                      |
| Греция (IFPI)                         | 1                      |
| Венгрия (Rádiós Top 40)               | 7                      |
| Венгрия (Single Top 40)               | 9                      |
| Ирландия (IRMA)                       | 2                      |
| Израиль (Media Forest)                | 1                      |
| Италия (FIMI)                         | 3                      |
| Япония (Billboard Japan Hot 100)      | 24                     |
| Люксембург (Billboard)                | 1                      |
| Мексика (Billboard)                   | 2                      |
| Мексика (Monitor Latino)              | 6                      |
| Нидерланды (Single Top 100)           | 4                      |
| Новая Зеландия (Recorded Music NZ)    | 2                      |
| Норвегия (VG-lista)                   | 1                      |
| Польша (Polish Airplay Top 100)       | 3                      |
| Португалия (AFP)                      | 1                      |
| Румыния (Romanian Top 100)            | 5                      |
| Россия (Billboard Hot 50 Airplay)     | 1                      |
| Шотландия (OCC Scotland)              | 1                      |
| Словакия (IFPI)                       | 1                      |
| Южная Корея (Gaon Chart)              | 3                      |
| Испания (PROMUSICAE)                  | 2                      |
| Швеция (Sverigetopplistan)            | 2                      |
| Швейцария (Schweizer Hitparade)       | 1                      |
| Великобритания (OCC UK Singles)       | 1                      |
| Великобритания (OCC UK Hip Hop/R&B)   | 1                      |
| США (Billboard Hot 100)               | 1                      |
| США (Billboard Adult Pop Airplay)     | 14                     |
| США (Billboard Dance Club Songs)      | 1                      |
| США (Billboard Hot R&B/Hip-Hop Songs) | 1                      |
| США (Billboard Pop Airplay)           | 2                      |
| Венесуэла (Record Report)             | 72                     |

| Чарты по итогам года                     | Чарты по итогам года |
| Чарт (2012)                              | Позиция              |
| ---------------------------------------- | -------------------- |
| Австралия (ARIA)                         | 32                   |
| Бельгия (Ultratop 50 Flanders)           | 31                   |
| Бельгия (Ultratop 40 Wallonia)           | 26                   |
| Франция (SNEP)                           | 10                   |
| Германия (Media Control AG)              | 7                    |
| Венгрия (Rádiós Top 40)                  | 59                   |
| Израиль (Media Forest)                   | 12                   |
| Нидерланды (Mega Single Top 100)         | 20                   |
| Испания (PROMUSICAE)                     | 31                   |
| Швеция (Sverigetopplistan)               | 30                   |
| Великобритания (Official Charts Company) | 11                   |
| США Billboard Hot 100                    | 94                   |

## Сертификации
| Регион | Сертификация  | Продажи   |
| --- | ------------- | --------- |
| Австралия (ARIA) | 6× Платиновый | 420 000^  |
| Австрия (IFPI Austria) | Золотой       | 15 000*   |
| Бельгия (BEA) | Платиновый    | 30 000*   |
| Канада (Music Canada) | Золотой       | 40 000*   |
| Дания (IFPI Danmark) | Платиновый    | 30 000^   |
| Финляндия (Musiikkituottajat) | Платиновый    | 25,369    |
| Германия (BVMI) | 4× Платиновый | 1 200 000 |
| Италия (FIMI) | 4× Платиновый | 120 000   |
| Новая Зеландия (RMNZ) | 2× Платиновый | 30 000*   |
| Польша (ZPAV) | Бриллиантовый | 250 000   |
| Португалия (AFP) | 2× Платиновый | 40 000    |
| Испания (PROMUSICAE) | Золотой       | 20 000*   |
| Швеция (GLF) | 6× Платиновый | 240 000   |
| Швейцария (IFPI Switzerland) | 4× Платиновый | 120 000^  |
| Великобритания (BPI) | 3× Платиновый | 1 800 000 |
| США (RIAA) | 7× Платиновый | 7 000 000 |
| Стриминг |               |           |
| Греция (IFPI Greece) | Золотой       | 1 000 000 |
| Дания (IFPI Danmark) | 4× Платиновый | 7 200 000 |
| * Данные о продажах приведены только на основе сертификации. · ^ Данные о тиражах приведены только на основе сертификации. · Данные о продажах + прослушиваниях приведены только на основе сертификации. · Данные только о прослушиваниях приведены на основе сертификации. |               |           |

## Радиоэфиры и история выпуска
| Страна         | Дата             | Формат                 | Лейбл                          |
| -------------- | ---------------- | ---------------------- | ------------------------------ |
| Канада         | 27 сентября 2012 | Интернет               | The Island Def Jam Music Group |
| Мексика        | 27 сентября 2012 | Интернет               | The Island Def Jam Music Group |
| США            | 27 сентября 2012 | Интернет               | The Island Def Jam Music Group |
| Аргентина      | 28 сентября 2012 | Интернет               | The Island Def Jam Music Group |
| Австралия      | 28 сентября 2012 | Интернет               | The Island Def Jam Music Group |
| Австрия        | 28 сентября 2012 | Интернет               | The Island Def Jam Music Group |
| Бразилия       | 28 сентября 2012 | Интернет               | The Island Def Jam Music Group |
| Чехия          | 28 сентября 2012 | Интернет               | The Island Def Jam Music Group |
| Дания          | 28 сентября 2012 | Интернет               | The Island Def Jam Music Group |
| Эквадор        | 28 сентября 2012 | Интернет               | The Island Def Jam Music Group |
| Финляндия      | 28 сентября 2012 | Интернет               | The Island Def Jam Music Group |
| Франия         | 28 сентября 2012 | Интернет               | The Island Def Jam Music Group |
| Германия       | 28 сентября 2012 | Интернет               | The Island Def Jam Music Group |
| Венгрия        | 28 сентября 2012 | Интернет               | The Island Def Jam Music Group |
| Италия         | 28 сентября 2012 | Интернет               | The Island Def Jam Music Group |
| Япония         | 28 сентября 2012 | Интернет               | The Island Def Jam Music Group |
| Нидерланды     | 28 сентября 2012 | Интернет               | The Island Def Jam Music Group |
| Новая Зеландия | 28 сентября 2012 | Интернет               | The Island Def Jam Music Group |
| Норвегия       | 28 сентября 2012 | Интернет               | The Island Def Jam Music Group |
| Португалия     | 28 сентября 2012 | Интернет               | The Island Def Jam Music Group |
| Испания        | 28 сентября 2012 | Интернет               | The Island Def Jam Music Group |
| Швеция         | 28 сентября 2012 | Интернет               | The Island Def Jam Music Group |
| Швейцария      | 28 сентября 2012 | Интернет               | The Island Def Jam Music Group |
| Великобритания | 30 сентября 2012 | Интернет               | The Island Def Jam Music Group |
| Италия         | 30 сентября 2012 | Contemporary hit radio | The Island Def Jam Music Group |
| США            | 2 октября 2012   | Contemporary hit radio | The Island Def Jam Music Group |
| Германия       | 5 ноября 2012    | CD single              | The Island Def Jam Music Group |
| США            | 16 ноября 2012   | Digital remix single   | The Island Def Jam Music Group |
| США            | 18 декабря 2012  | Digital remixes        | The Island Def Jam Music Group |